# Balsa (madeira)
A madeira balsa (Ochroma pyramidale) é um tipo de madeira leve, resistente, de crescimento rápido (podendo atingir até 30 metros), usada principalmente para confecção de aeromodelos rádio controlados. Ela é nativa principalmente da América Central, sendo encontrada entre as matas tropicais ao Norte da América do Sul até o Sul do México.
Pode ter folhagem persistente, mas caso haja uma estação seca muito prolongada, ela poderá perder as folhas, sendo então conhecida como um tipo de Caducifólia. A sua árvore possui folhas grandes que variam entre 30-50 cm.
A madeira é muito suave (com poucos nós) e leve, além de ter uma casca grossa. A sua densidade quando seca, varia entre 100–200 kg/m³, mas com uma densidade típica de 140 kg/m³ (aproximadamente um terço de outros tipos de madeiras duras). Isto faz com que seja um material muito popular para construção de aeromodelos, maquetes e materiais flutuantes como salva-vidas.

## Utilização
Este tipo de madeira foi usada na construção de aviões, utilizados na Segunda Guerra Mundial, sendo o mais célebre o famoso De Havilland Mosquito além da construção da famosa jangada Kon-Tiki, usada na expedição de Thor Heyerdahl. A balsa foi também utilizada como piso do Chevrolet Corvette Z06 colada entre duas folhas de fibra de carbono. No ténis de mesa, as raquetes são tipicamente construídas com uma camada de balsa colada entre duas camadas de compensados. Atualmente é bastante utilizado tanto no aeromodelismo quanto no nautimodelismo.
Na utilização para criação de aeromodelos, a madeira de balsa se torna muito resistente e leve. Por sua densidade ser extremamente baixa a estrutura de aeromodelo fica leve, porem reforçado. Para utilizar a balsa no aeromodelos, é feito a estruturo de treliças e junções, que pode ser colado com Resina ou Cianoacrilato as conhecidas Bonds, colas de secagem rápida. 

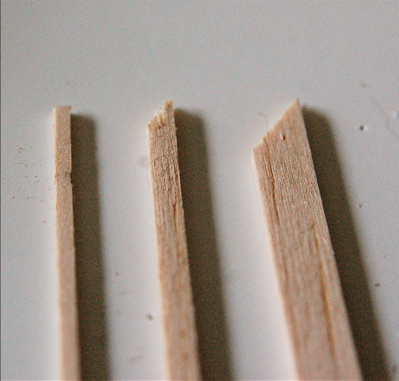
Três diferentes tamanhos de cortes de madeira balsa, para ser usada em hobbys
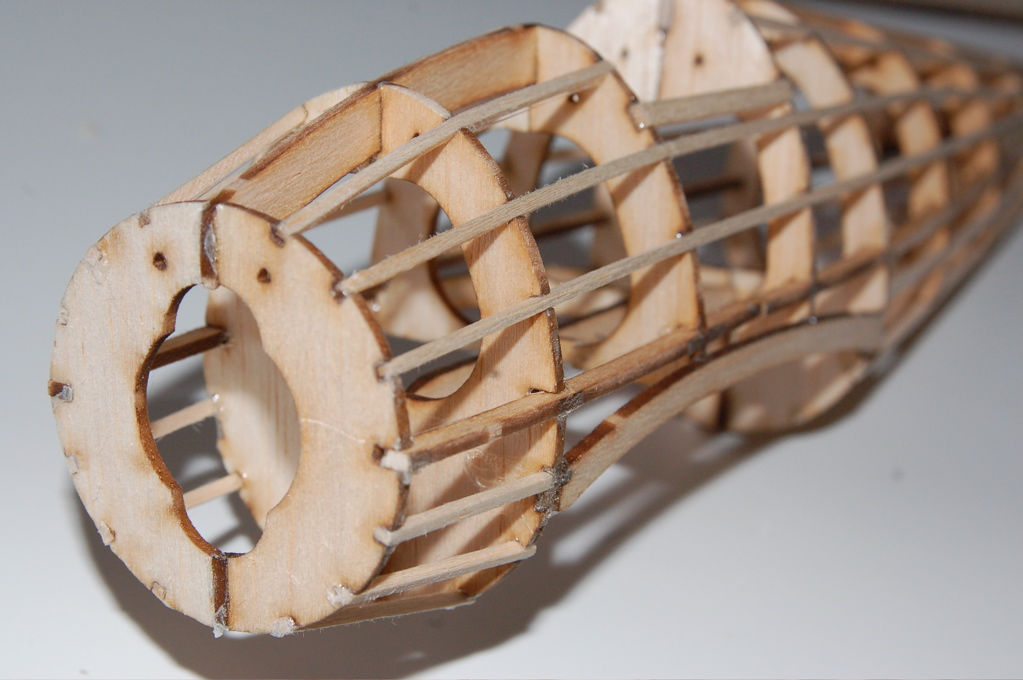
Exemplo de aeromodelo feito de madeira balsa